# Estopiñán del Castillo
Estopiñán del Castillo è un comune spagnolo di 217 abitanti situato nella comunità autonoma dell'Aragona.
Fa parte di una subregione denominata Frangia d'Aragona. La lingua in uso è, da sempre, una varietà del catalano occidentale.